# Flaga Republiki Serbskiej

Flaga Republiki Serbskiej

Flaga Republiki Serbskiej (w Bośni i Hercegowinie) to bezpośrednia adaptacja flagi Serbii w wersji bez godła. Jest ona prostokątem o wymiarach 1:2 podzielonym na trzy poziome pola: czerwone, niebieskie i białe. Jej symbolika i etymologia jest taka sama jak pierwowzoru.